# Timothy Sheader
Timothy Scheader (Scarborough, 23 novembre 1971) è un regista teatrale e direttore artistico britannico.

## Biografia
Nato nello Yorkshire, Timothy Sheader ha studiato legge e francese all'Università di Birmingham e poi regia all'Orange Tree Theatre di Richmond. È stato per due anni assistente alla regia della Royal Shakespeare Company e dal 2008 al 2023 è stato il direttore artistico del Regent's Park Open Air Theatre. Oltre a preparare il cartellone di ogni stagione, Sheader ha personalmente diretto oltre una dozzina di allestimenti di opere di prosa e musical presso il teatro e il suo revival di Into the Woods è stato premiato con il Premio Laurence Olivier, massimo riconoscimento del teatro britannico, nel 2011.
Oltre al lavoro al Regent's Park Theatre, Sheader ha diretto musical e opere di prosa in diversi altri teatri di rilievo. Nel 2011 ha diretto John Lithgow ne Il magistrato al National Theatre e nel corso degli anni ha curato la regia di Barnum a Chichester, Piaf e Sweet Charity al Crucible Theatre, My Fair Lady all'Aarhus Theatre (Danimarca), Jesus Christ Superstar all'Opera di Chicago e The Monstruous Child alla Royal Opera House. Nel 2024 è stato nominato direttore artistico della Donmar Warehouse.

## Teatro (parziale)
- Romeo e Giulietta di William Shakespeare. Regent's Park Open Air Theatre di Londra (2008)
- Gigi, libretto di Alan Jay Lerner, colonna sonora di Frederick Loewe. Regent's Park Open Air Theatre di Londra (2008)
- Molto rumore per nulla di William Shakespeare. Regent's Park Open Air Theatre di Londra (2009)
- Hello, Dolly!, libretto di Michael Stewart, colonna sonora di Jerry Herman. Regent's Park Open Air Theatre di Londra (2009)
- Il crogiuolo di Arthur Miller. Regent's Park Open Air Theatre di Londra (2010)
- Into the Woods, libretto di James Lapine, colonna sonora di Stephen Sondheim. Regent's Park Open Air Theatre di Londra (2010)
- Il signore delle mosche da William Golding. Regent's Park Open Air Theatre di Londra (2011)
- Crazy for You, libretto di Ken Ludwig, colonna sonora di George ed Ira Gershwin. Regent's Park Open Air Theatre di Londra (2011)
- Ragtime, libretto di Terrence McNally, colonna sonora di Stephen Flaherty e Lynn Ahrens. Regent's Park Open Air Theatre di Londra (2011)
- Into the Woods, libretto di James Lapine, colonna sonora di Stephen Sondheim. Delacorte Theater dell'Off-Broadway (2012)
- Il magistrato di Arthur Wing Pinero. National Theatre di Londra (2013)
- Il buio oltre la siepe da Harper Lee. Regent's Park Open Air Theatre di Londra (2013)
- Erano tutti miei figli di Arthur Miller. Regent's Park Open Air Theatre di Londra (2014)
- Porgy and Bess, libretto di DuBose Heyward, testi di Ira Gershwin, colonna sonora di George Gershwin. Regent's Park Open Air Theatre di Londra (2014)
- Peter Pan di J. M. Barrie. Regent's Park Open Air Theatre di Londra (2015)
- Jesus Christ Superstar, libretto di Tim Rice, colonna sonora di Andrew Lloyd Webber. Regent's Park Open Air Theatre (2016; 2017; 2018; 2020), Barbican Centre di Londra (2018)
- Il giro di vite da Henry James. Regent's Park Open Air Theatre (2018)
- Carousel, libretto di Oscar Hammerstein II, libretto di Richard Rodgers. Regent's Park Open Air Theatre (2021)